# Severance
Severance, är en brittisk skräckfilm med komiska inslag från 2006. Filmen hade Sverigepremiär på DVD den 24 oktober 2007 under titeln Severance - Teambuilding.

## Handling
VD'n för den brittiska vapentillverkaren Palisade Defence skickar sju av sina anställda, fem män och två kvinnor, på en teambuildingresa till firmans lyxiga stuga uppe i bergen utanför Budapest i Ungern. Där ska de tillbringa en lugn helg tillsammans, men en bit upp i bergen så går bussen som de färdas i sönder och de tvingas besluta om de ska gå resten av biten upp till stugan eller om de ska vända tillbaka igen.

## Om filmen
Filmen, som är författad av Christopher Smith och James Moran och regisserad av Christopher Smith, är inspelad på Isle of Man och i Ungern. Filmen är ungefär 92 minuter lång och har en åldersgräns på 15 år.

## Skådespelare
- Danny Dyer
- Tim McInnerny
- Laura Harris
- Toby Stephens
- Claudie Blakley
- Andy Nyman